# Carl Russwurm
Carl Friedrich Wilhelm Russwurm, född 25 november 1812 i Ratzeburg, död 5 februari 1883 i Reval, var en tysk-rysk historiker och genealog. 

## Biografi
Russwurm blev 1869 arkivarie vid estländska riddarhusarkivet i Reval. Han grundlade sitt rykte som forskare med Eibofolke oder die Schweden an den Küsten Esthlands und auf Runö (två band, 1855; 20 blad litografiska bilagor, samma år). Han författade dessutom en mängd uppsatser rörande Estlands historia och kultur, till exempel Sagen aus Hapsal und der Umgegend (1860), och utgav Nachrichten über das adeliche und freiherrliche Geschlecht Stael von Holstein, estländischer Linie (1873) och Nachrichten über das Geschlecht Ungern-Sternberg (två band, 1875–77). Av särskilt intresse för Sverige är hans uppsats Besitzungen des Deutschen Ordens in Schweden (1861). Russwurm var sedan 1874 korresponderande ledamot av Vitterhets-, historie- och antikvitetsakademien.